# Igor Štimac
Igor Štimac (Metković, 6. rujna 1967.), hrvatski nogometni trener i umirovljeni reprezentativac. Trenutačno je trener mostarskog Zrinjskog.

## Igračka karijera

### Klupska karijera
Igor Štimac počeo igrati nogomet u rodnom Metkoviću, u NK Neretvi, gdje je u sezoni 1983./84. kao šesnaestogodišnjak odigrao i nekoliko utakmica u Hrvatskoj republičkoj ligi – Jug. 16. srpnja 1984. godine otišao je u splitski Hajduk gdje je prošao Hajdukovu juniorsku školu, odakle s dvojnom registracijom povremeno dolazi na posudbu u Metković te u sezoni 1985./86. ponovo bilježi s Neretvom 15-ak nastupa u Hrvatskoj republičkoj ligi – Jug. U sezoni 1986./87. bio je na posudbi u vinkovačkom Dinamu, tadašnjem prvoligašu a poslije toga se, 1988. godine, vratio ponovno u Hajduk gdje ostaje igrati do 1992. godine. Za Hajduk je odigrao sveukupno 243 utakmice i postigao 21 pogodak. U svojoj karijeri još je igrao za španjolski Cadiz te engleske klubove Derby County F.C. i West Ham United. Veliku počast ukazali su mu navijači Derby Countyja, uvrstivši ga u idealnih 11 u povijesti kluba glasovanjem 2009. godine u Derby Evening Telegraphu u sklopu proslave 125. godišnjice kluba.
Statistika u Hajduku
| Natjecanje        | Nastupi | Zgoditci |
| ----------------- | ------- | -------- |
| Prvenstvo         | 115     | 7        |
| Kup               | 20      | 2        |
| Superkup          | 3       | 0        |
| Međunarodne       | 14      | 1        |
| Splitski podsavez | 0       | 0        |
| Ukupno            | 152     | 10       |
| Prijateljske      | 91      | 11       |
| Sveukupno         | 243     | 21       |

### Reprezentativna karijera
1987. godine nastupa na U-20 Svjetskom prvenstvu u Čileu za reprezentaciju Jugoslavije gdje osvaja zlatnu medalju. Za hrvatsku nogometnu reprezentaciju odigrao je 53 utakmice i postigao 2 pogotka, a od velikih natjecanja nastupio je na Europskom prvenstvu 1996. i Svjetskom prvenstvu 1998. godine. Za Hrvatsku reprezentaciju debitirao je 22. prosinca 1990. godine protiv Rumunjske (2:0) u Rijeci a posljednju utakmicu je odigrao 13. veljače 2002. protiv Bugarske (0:0), također u Rijeci.

## Trenerska karijera
Po završetku aktivne karijere, uključio se u rad HNK Hajduka, u kojem je radio kao športski direktor i trener. 
Godine 2006. trenirao je HNK Cibaliju.
Od 14. rujna 2009. godine trener je NK Zagreba, kojeg je vodio u sezoni 2009./10.
Početkom srpnja 2012. godine izabran je za izbornika hrvatske nogometne reprezentacije. Nakon poraza od Škotske u Glasgowu 15. listopada 2013. i izborenog doigravanja za SP u Brazilu, Štimac daje svoj izbornički mandat na raspolaganje i Davor Šuker prihvaća ostavku. U 2015. nasljeđuje Miroslava Blaževića na mjesto trenera NK Zadar. Bio je trener Sepahana. U prosincu 2016. postaje trener katarske Al-Shahaniyje.
U 2019. godini je Štimac preuzeo klupu Indije. U kvalifikacijama za Svjetsko prvenstvo je reprezentacija Indije pod vodstom Štimca remizirala s azijskim prvakom Katarom, nakon čega je postala prva azijska reprezentacija koja je neporažena otišla iz Katara u 2019. godini, što su indijski mediji, koji baš i ne prate nogomet, popratili tekstovima o savršenoj 'obrambenoj taktici'.

## Nogometno administrativna karijera
Od 2001. do 2004. godine bio je aktivan u upravi Hajduka. U to vrijeme Hajduk je osvojio prvenstvo Hrvatske u sezoni 2003./04.
Od 2003. do 2004. godine bio je član Izvršnog odbora HNS-a.
Kao predstavnik Hajduka 2007. godine izabran je za predsjednika Udruge prvoligaša 1. HNL na dvije godine te je po funkciji bio dopredsjednik HNS-a.
Na skupštini HNS-a u prosincu 2011. godine bio je kandidat za predsjednika HNS-a ali nije prošao u glasovanju protiv tadašnjeg predsjednika HNS-a Vlatka Markovića.

## Komentator
Radio je kao stručni komentator nogometnih utakmica HRT-a. Posebno, kao komentator, pratio je utakmice hrvatske nogometne reprezentacije zajedno s Božom Sušecom, Željkom Velom i Dragom Ćosićem.

## Priznanja

### Igrač

#### Klupska
Hajduk Split
- Kup maršala Tita (1): 1990./91.
- 1. HNL (2): 1992., 1994./95.
- Hrvatski nogometni kup (1): 1994./95.

#### Reprezentativna
Jugoslavija
- Prvo mjesto, Zlatna medalja, Svjetsko prvenstvo do 20 u Čileu 1987. godine.

Hrvatska
- Francuska 1998. – Bronca
- Kao član reprezentacije 1998. dobitnik je Državne nagrade za šport "Franjo Bučar".

### Trener
Hajduk Split
- Prvak Hrvatske (1): 2004./05.

Indijska nogometna reprezentacija
- Prvenstvo Južne Azije (2):  2021., 2023.
- Turnir Tri nacije (1): 2023.
- Interkontinentalni kup (1): 2023.

## Vanjske poveznice
- HNS: A reprezentacija: Igor Štimac